# موليسو

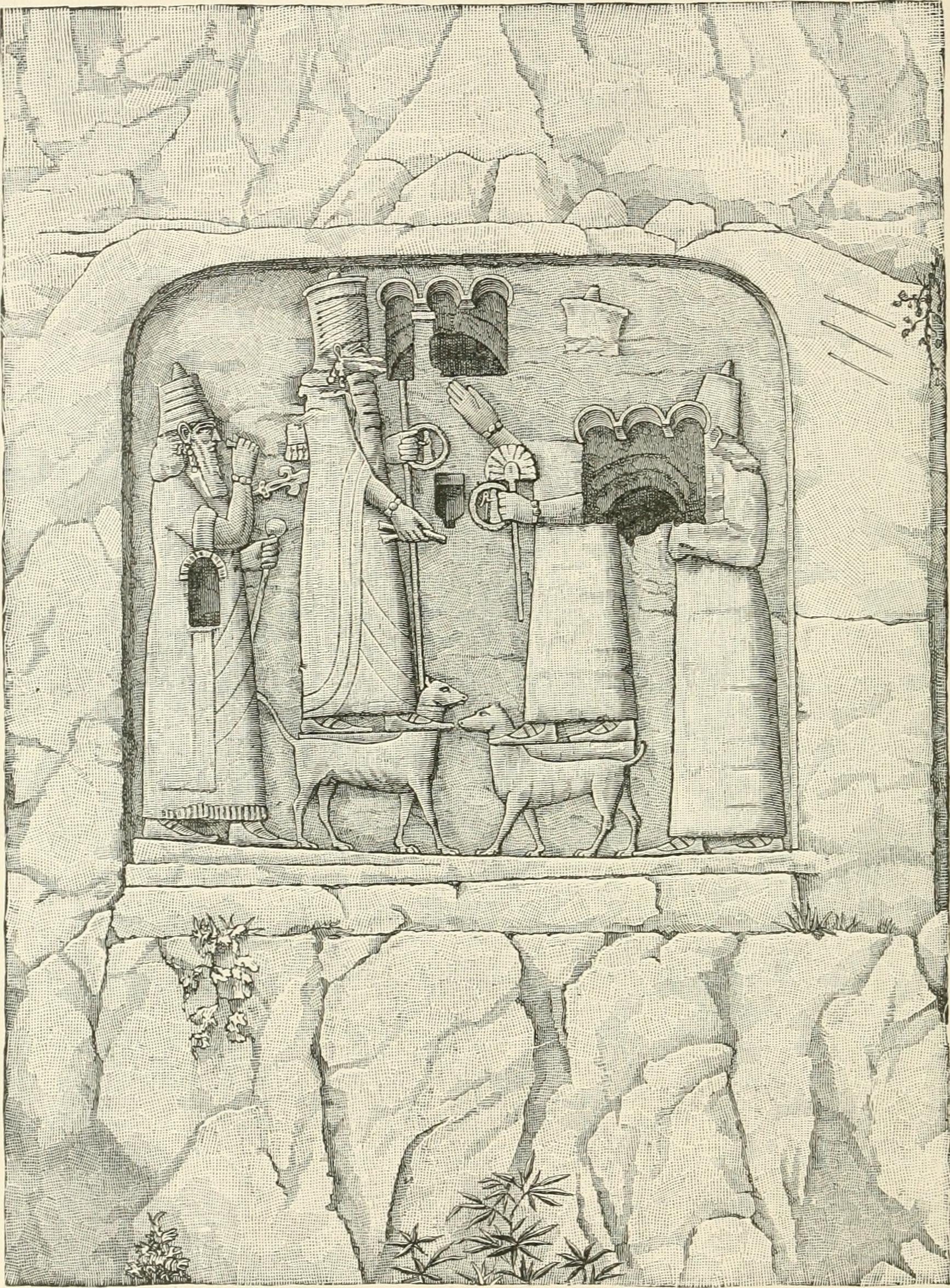
احد الآثار المكتشفة

موليسو وعرفت في اليونانية باسم ميليتا هي إحدى إلهات الميثولوجيا الآشورية. ذكر بكونها زوجة الإله آشور إله الآشوريين الرئيسي، وكان يتم التعريف بها بجانب عشتار بكونها إلهة الحب.